# پرچم تاتارستان
پرچم تاتارستان با تناسب ۱:۲ به‌طور رسمی در تاریخ ۲۹ نوامبر ۱۹۹۱ توسط پارلمان آن کشور پذیرفته شد. این پرچم بنا بر نوشتهٔ Rezeda Dautova توسط هنرمند نقاشی تاتاری به‌نام تاویل قزاقماتوف (به روسی: Тавил Хазяхматов) در ۱۹۸۶ و به‌هنگام اقامتش در انگلستان طراحی و در سال ۱۹۹۱ برندهٔ مسابقهٔ طراحی پرچم و نشان تاتارستان گردید.
پرچم تاتارستان از سه نوار افقی غیر هم‌اندازهٔ سبز در بالا، سفید در میان و قرمز در پایین به نسبت ۷:۱:۷ تشکیل شده‌است و گمان می‌رود رنگ سبز نشانهٔ تاتارهای مسلمان و و قرمز نشانهٔ روس‌ها باشد. بااین‌حال توضیح رسمی رنگ‌های پرچم به شرح زیر است:
- سبز نشانهٔ امید، آزادی و ثروت[۲]
- سفید نشانهٔ صلح، پیمان و آینده‌ای صادق[۲]
- قرمز نشانهٔ دلیری، رشادت و نبرد برای رسیدن به شادی[۲]

## پرچم‌های دیگر

پرچم جمهوری خودمختار سوسیالیستی تاتار شوروی از ۱۹۸۱ تا ۱۹۹۰